# Emma d'Anhalt-Bernbourg-Schaumbourg-Hoym
La princesse Emma d'Anhalt-Bernbourg-Schaumbourg-Hoym (20 mai 1802 – 1er août 1858) est une princesse allemande. Elle est la grand-mère de la reine des Pays-Bas Emma de Waldeck-Pyrmont, née un jour après sa mort et nommée en son honneur.

## Biographie
Emma est l'une des quatre filles du prince Victor II d'Anhalt-Bernbourg-Schaumbourg-Hoym (1767-1812) de son mariage avec Amélie de Nassau-Weilbourg (1776-1841), fille de Charles-Christian de Nassau-Weilbourg. Elle grandit avec ses sœurs à Hoym dans l'Anhalt et est soigneusement instruite. Leur grand-oncle, Frédéric d'Anhalt-Bernbourg-Schaumbourg-Hoym a renoncé à son droit de succession sur Schaumbourg et le comté de Holzappel en 1811, en faveur de son petit-neveu, mais, en 1828, cette décision est annulée.
Après la mort de son mari en 1852, elle dirige Waldeck et Pyrmont en tant que régente pour son fils mineur Georges Victor. Parmi ses premiers actes figure une réforme du contingent de Waldeck de l'armée fédérale, mis en œuvre en 1845 par les prussiens. Les Révolutions de 1848 ont eu lieu au cours de son règne. A Waldeck elles conduisent à la convocation d'un nouveau parlement. Le règne d'Emma est décrit comme une phase importante dans l'histoire de Waldeck, avec une refonte complète de l'organisation de l'état.
La cascade Emma dans la Vallée de Gastein est nommé d'après elle, comme l'a été sa petite-fille, Emma. Un double thaler, frappé en 1847, est connu comme la Grosse Emma.

## Mariage et descendance
Elle épouse le 26 juin 1823, au château de Schaumbourg Georges II de Waldeck-Pyrmont (1789-1845). Le couple a cinq enfants:
- Augusta de Waldeck-Pyrmont (1824-1893), épouse le comte Alfred de Stolberg-Stolberg
- Joseph (1825-1829)
- Hermine de Waldeck-Pyrmont (1827-1910), épouse le prince Adolphe Ier de Schaumbourg-Lippe
- Georges-Victor de Waldeck-Pyrmont (1831-1893), marié à Hélène de Nassau et d'autre part Louise de Schleswig-Holstein-Sonderbourg-Glücksbourg; il est le père d'Emma de Waldeck-Pyrmont, et donc le grand-père de la reine Wilhelmine des pays-bas.
- Walrad (1833-1867)